# Budismul în Venezuela
Budismul în Venezuela este practicat de aprox. 52.000 de persoane (adică 0.2% din populație). Comunitatea budistă este formată din chinezi, japonezi, și coreeni.